# Deen Castronovo
Deen Castronovo (ur. 17 sierpnia 1965 w Westminster) – amerykański perkusista i wokalista. W latach 1998–2015 był członkiem formacji Journey. Natomiast od 2014 roku współtworzy supergrupę Revolution Saints. Muzyk współpracował ponadto z takimi zespołami i wykonawcami jak: Planet Us, Marty Friedman, Malice, Cacophony, Bad English, Foreigner, Paul Rodgers, Dr. Mastermind, GZR, George Bellas, Hardline, Tony MacAlpine, Joey Tafolla, James Murphy, Hawaii, Ozzy Osbourne, Social Distortion, Soul SirkUS, Matthew Ward, Steve Vai, The Enemy oraz Wild Dogs.
Muzyk jest endorserem instrumentów firm DW Drums, Evans i Zildjian.
14 czerwca 2015 roku Castronovo będący wówczas pod wpływem metamfetaminy został aresztowany w Salem w stanie Oregon przez tamtejszą policję pod zarzutem napaści na swą narzeczoną. W efekcie muzyk został zwolniony z zespołu Journey. Zastąpił go znany z występów w zespole Weather Report - Omar Hakim. Castronovo został zwolniony z aresztu po wpłaceniu 20 tys. USD poręczenia majątkowego. 29 czerwca perkusista został ponownie aresztowany, ława przysięgłych hrabstwa Marion w Oregonie przedstawiła muzykowi m.in. zarzut napaści czwartego stopnia i zgwałcenia pierwszego stopnia. 12 października muzyk przyznał się do części postawionych zarzutów, w tym m.in. do przemocy domowej. Castronovo został skazany na pięć lat i pięć miesięcy pozbawienia wolności w zawieszeniu na okres czterech lat tytułem próby. 

## Instrumentarium
| Talerze Zildjian - 15" A Mastersound Hi-hat - 12" Oriental China Trash - 10" A Splash - 17" K Custom Dark Crash - 17" A Custom Projection Crash - 8" K Splash - 20" Oriental China Trash - 10" K Splash - 19" A Medium-Thin Crash - 18" A Custom Projection Crash - 20" Oriental China Trash - 9.5" Zil Bel - 24" A Medium Ride - 20" A Medium-Thin Crash - 20" A Medium Ride - 18" K Dark Crash Medium-Thin Bębny DW Collector's Series Maple Drums, Solid Yellow Lacquer - 18x22" Bass Drum (x2) - 6x14" Edge Snare Drum - 8x8", 9x10", 10x12", 11x14" Toms - 14x16", 14x18" Floor Toms - 8x22" Woofer (x2) - 16x21" Gong Drum |  | Osprzęt DW - 9000 Bass Drum Pedal (x2) - 5500TD Hi-Hat Stand (x2) - 5502LB-8 Remote Hi-Hat Stand - 9210 C-Hat - 9212 Boom C-Hat - 9300 Snare Drum Stand (x2) - 9700 Straight/Boom Cymbal Stand (x5) - 9799 Double Cymbal Stand (x3) - 9934 Double Tom/Cymbal Stand (x3) - 9999 Tom/Cymbal Stand (x3) - TAMC Mic Holder - 9100 Drum Throne Naciągi i akcesoria Evans - BD22G2 - 22" G2 Clear - BD22RB - 22" EQ3 Resonant Black - EQPAF1 - AF Patch - Kevlar Single Pedal - B14G1RD - 14" Power Center Reverse Dot - S14H30 - 14" Hazy 300 - B1420 - 14" Blasters series Snare - 20 Strand - B12G2 - 12" G2 Coated - TT12G1 - 12" G1 Clear - DADK - Magnetic Head Key - RF12G - 12" Speed Pad |

## Filmografia
- "Don't Stop Believin': Everyman's Journey" (2012, film dokumentalny, reżyseria: Ramona S. Diaz)[20]